# بمبریج
بمبریج (به انگلیسی: Bembridge) یک محله مدنی و روستا در بریتانیا است که در جزیره وایت واقع شده‌است. بمبریج ۹٫۱۲۷۸ کیلومتر مربع مساحت و ۳٬۶۸۸ نفر جمعیت دارد.